# Heilige Trap

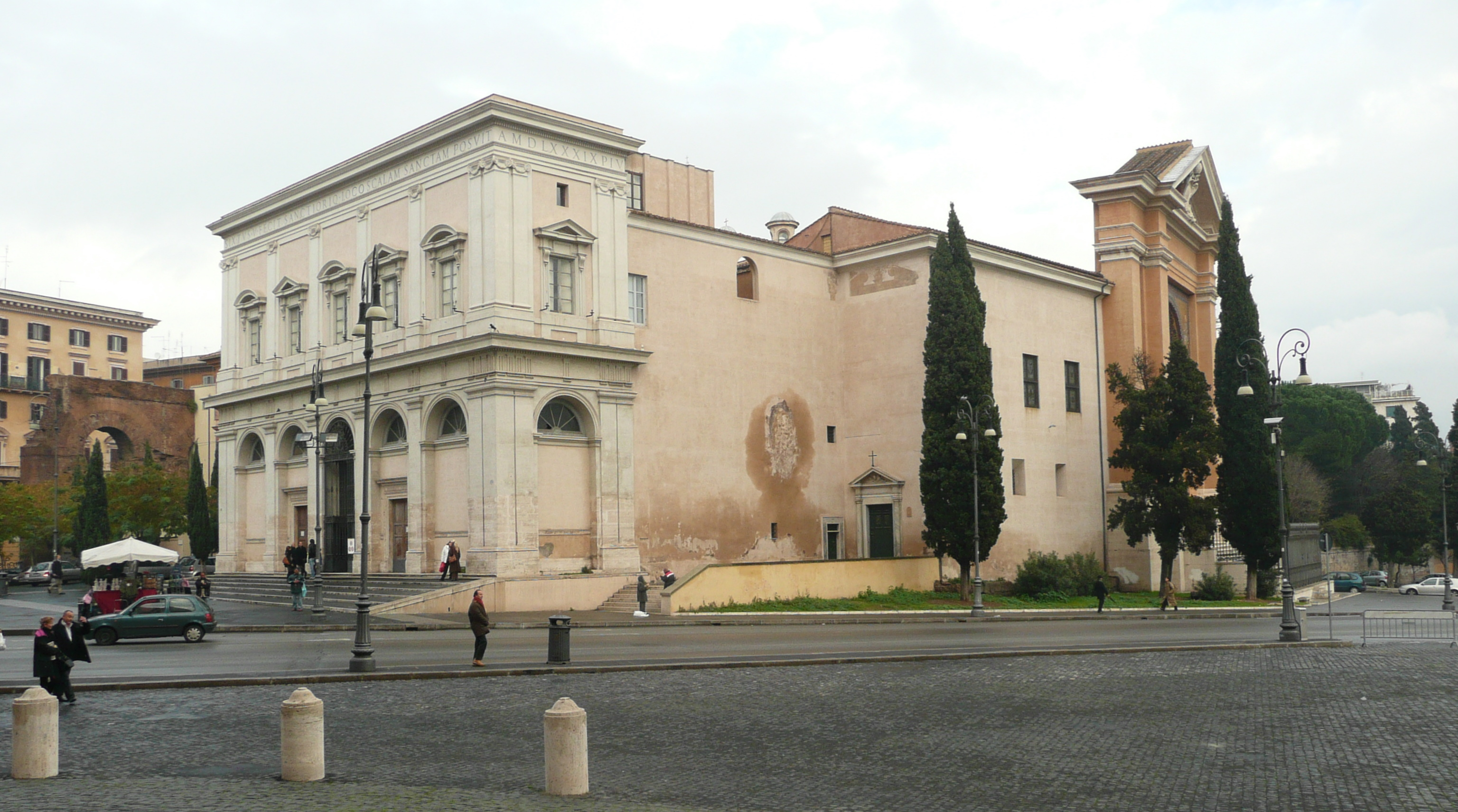
Het complex van de Heilige Trap

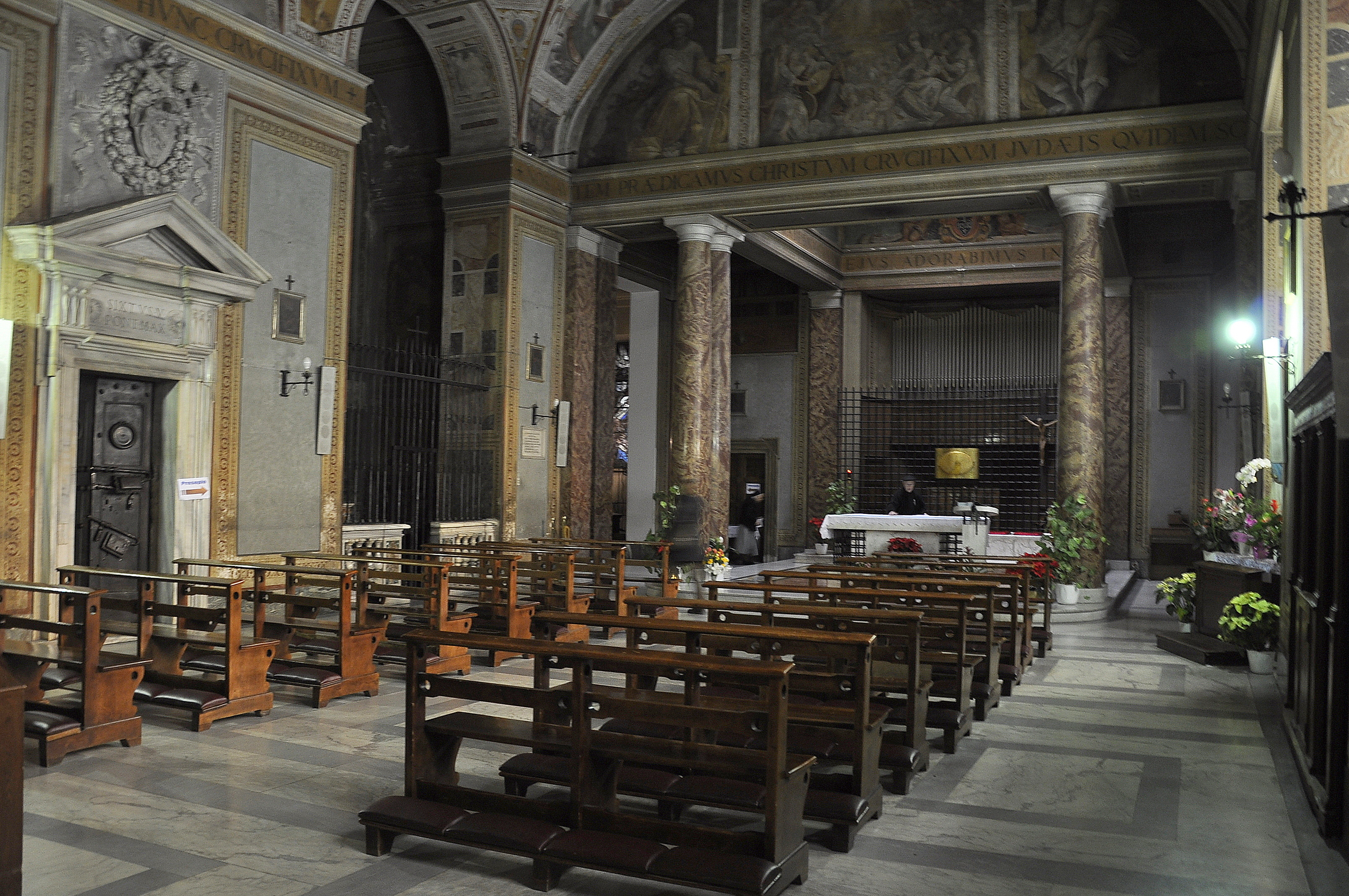
Het Heilige der Heiligen in de Heilige Trap, bidkapel van de eerste pausen in het Lateraans Paleis

De Heilige Trap (Italiaans: Scala Santa, Latijn: Scala Sancta) is een rooms-katholiek heiligdom en bedevaartsoord in Rome. Hij bevindt zich in het complex van het oude Lateraans Paleis tegenover de basiliek van Sint-Jan van Lateranen.

## Oorsprong
Volgens het katholieke geloof maakte de trap deel uit van het pretorium van Pontius Pilatus in Jeruzalem. Jezus zou er dus bij zijn passie overheen gelopen hebben. Volgens middeleeuwse legenden zou de trap rond 326 door Sint-Helena, de moeder van Constantijn de Grote van Jeruzalem naar Rome zijn gebracht. In die tijd stond hij bekend onder de naam Scala Pilati (Trap van Pilatus).

## Locatie
Uit oude plattegronden blijkt dat de trap zich vroeger bevond in de buurt van een kapel die toegewijd was aan Sint-Silvester. Bij de herbouw van het Lateraanse paleis door paus Sixtus V in 1589 werd de trap overgeplaatst naar de huidige plek.
Het gebouw waarin zich de Heilige Trap bevindt wordt tegenwoordig van het Lateraanse paleis gescheiden door een zeer drukke verkeersader. Het gebouw werd in 1589 door Domenico Fontana gebouwd.

## Het Heilige der Heiligen
De trap leidt naar het Sancta Sanctorum (Heilige der Heiligen). Dit was in de middeleeuwen de persoonlijke bidkapel van de pausen. Het dateert oorspronkelijk uit de tijd van Constantijn, maar werd in zijn huidige vorm in 1278 ingericht door paus Nicolaas III. In het Heilige der Heiligen worden veel relieken bewaard, waaronder de beroemde Christusicoon Santissimi Salvatore Acheiropoieton ("niet door menselijke handen gemaakt"). Deze wordt bij speciale gelegenheden in processie door Rome gedragen.
De heilige schatten waren sinds paus Leo X (1513-1521) niet meer gezien, maar zijn recent door wetenschappers onderzocht. Een deel van de relieken uit het Heilige der Heiligen is ook overgebracht naar het Vaticaan.

## De trap en de zijtrappen
De trap bestaat uit 28 marmeren treden die met hout zijn bekleed. Op sommige treden bevinden zich glazen venstertjes waardoor druppels bloed van Christus te zien zouden zijn. Pelgrims beklimmen de trap op hun knieën onder het opzeggen van een gebed op elke trede. Aan weerszijden zijn twee trappen (vier in totaal) gemaakt waar men overheen kan lopen.
Een deel van de fresco's die de trap rijk is zijn van de hand van Vlaamse kunstenaars. Paul Bril schilderde drie fresco's uit het oude testament en één uit het nieuwe testament. Daarbij schilderde hij met zijn broer Matthijs Bril ook enkel landschappen waarin zelfportretten te zien zijn.

## Verwijzingen
Het boven aan de Heilige Trap gelegen Sancta Sanctorum speelt een cruciale rol in het boek De ontdekking van de hemel (1992) van Harry Mulisch, dat in 2001 werd verfilmd als The Discovery of Heaven.
Ook in La grande bellezza van Paolo Sorrentino komt de Heilige Trap voor.
| Heilige Stoel                            | Heilige Stoel | Heilige Stoel | Heilige Stoel |
| ---------------------------------------- | ------------- | --- | --- |
| Territoria in bezit van de Heilige Stoel |               | | |
| Eigendommen                              | In Rome       | Basilica major | Sint-Pietersbasiliek · Sint-Jan van Lateranen · Basiliek van Santa Maria Maggiore · Sint-Paulus buiten de Muren |
| Eigendommen                              | In Rome       | Lateraans Paleis (Pauselijke Lateraanse Universiteit · Heilige Trap) · Paleis van Sint-Callixtus · Janiculum (Pauselijke Urbaniana Universiteit · Pontificio collegio americano del Nord · Ospedale Pediatrico Bambino Gesù)· Propaganda Fide-paleis · Sant'Offizio · Paleis van de Congregatie van de Oriëntaalse Kerk · Vicariato-paleis · Gregoriaanse Universiteiten · Pauselijk Bijbelinstituut · | |
| Eigendommen                              | In Rome       | Extraterritoriaal | Paleis van de 12 Heilige Apostelen · San Carlo ai Catinari · Archeologisch Instituut · Collegio Bellarmino · Oriëntaals Instituut · Lombardisch College · Russisch College · Sant'Apollinare alle Terme Neroniane-Alessandrine · De vertrekken onder de Santi Giovanni e Paolo (Rome) |
| Eigendommen                              | Buiten Rome   | Castel Gandolfo · Zomergebouw van het Pontificio Collegio Urbano de Propaganda Fide · De antenne van Radio Vaticaan in Santa Maria di Galeria | Castel Gandolfo · Zomergebouw van het Pontificio Collegio Urbano de Propaganda Fide · De antenne van Radio Vaticaan in Santa Maria di Galeria |
| Eigendommen                              | Buiten Rome   | Extraterritoriaal | Basiliek van het Heilige Huis - Sint-Franciscusbasiliek (Assisi) - Basilica di Sant'Antonio |